# Герцог Девонширский
Герцог Девонширский — учреждённый в 1694 году английский дворянский титул, который носит старший представитель аристократической фамилии Кавендишей. Эта ветвь фамилии является одной из наиболее богатых и влиятельных семей на территории Англии начиная с XVI века. Сравниться с ней могли только графы Дерби и маркизы Солсбери.

## Список графов Девонширских (1618)
- 1618—1626: Уильям Кавендиш, 1-й граф Девонширский (1552—1626), второй сын сэра Уильяма Кавендиша (ок. 1505—1557)
- 1626—1628: Уильям Кавендиш, 2-й граф Девонширский (1591—1628), старший сын 1-го графа Девоншира
- 1628—1684: Уильям Кавендиш, 3-й граф Девонширский (1617—1684), старший сын 2-го графа Девоншира
- 1684—1707: Уильям Кавендиш, 4-й граф Девонширский (1640—1707), старший сын 3-го графа Девоншира.

В 1694 году Уильям Кавендиш, 4-й граф Девоншир, получил титул герцога Девонширского.

## Список герцогов Девонширских (1694)
- 1694—1707: Уильям Кавендиш 1-й герцог Девонширский (1640—1707), старший сын Уильяма Кавендиша, 3-го графа Девоншира
- 1707—1729: Уильям Кавендиш, 2-й герцог Девонширский (1673—1729), старший сын 1-го герцога Девоншира
- 1729—1755: Уильям Кавендиш, 3-й герцог Девонширский (1698—1755), старший сын 2-го герцога Девоншира
- 1755—1764: Уильям Кавендиш, 4-й герцог Девонширский (1720—1764), старший сын 3-го герцога Девоншира
- 1764—1811: Уильям Кавендиш, 5-й герцог Девонширский (1748—1811), старший сын 4-го герцога Девоншира
- 1811—1858: Уильям Джордж Спенсер Кавендиш, 6-й герцог Девонширский (1790—1858), единственный сын 5-го герцога Девоншира
- 1858—1891: Уильям Кавендиш, 7-й герцог Девонширский (1808—1891), старший сын Уильяма Кавендиша (1783—1812), внук Джорджа Августа Генри Кавендиша, 1-го графа Берлингтона (1754—1834) и правнук 4-го герцога Девоншира
- 1891—1908: Спенсер Комптон Кавендиш, 8-й герцог Девонширский (1833—1908), второй сын 7-го герцога Девоншира и 2-го графа Берлингтона
- 1908—1938: Виктор Кристиан Уильям Кавендиш, 9-й герцог Девонширский (1868—1938), старший сын подполковника лорда Эдварда Кавендиша (1838—1891), внук 7-го герцога Девоншира
- 1938—1950: Эдвард Уильям Спенсер Кавендиш, 10-й герцог Девонширский (1895—1950), старший сын 9-го герцога Девоншира
- 1950—2004: Эндрю Роберт Бакстон Кавендиш, 11-й герцог Девонширский (1920—2004), второй сын 10-го герцога Девоншира
- 2004 — настоящее время: Перегрин Эндрю Морней Кавендиш, 12-й герцог Девонширский (р. 1944), второй сын 11-го герцога Девоншира
  - Наследник: Уильям Кавендиш, граф Берлингтон (род. 1969), единственный сын 12-го герцога Девоншира

## Резиденция
Возведение герцогской резиденции, Чатсуорт-хауса, начал в 1687 году 1-й герцог Девонширский. Он привлёк к строительству ведущих архитекторов своего времени, знакомых с континентальной барочной традицией, — Уильяма Тальмана и Уильяма Арчера. Последний также спроектировал ряд садовых павильонов, включая известный дом-водопад (1696—1703).
- Общий вид Чатсуорт-хауса — загородной резиденции герцогов Девонширских
- Южный фасад
- Ворота конюшен
- Охотничья сторожка
- Парадная лестница
- Картинная галерея

## В кино
- Герцогиня (фильм)